# NILO-N

## Resumen
Es un tarifador-enrutador para llamadas telefónicas. Constituye uno de los representantes de la enorme gama de equipos que surgieron a raíz del creciente negocio de locutorios telefónicos en los países sudamericanos, a finales de los 90.
Fue diseñado por la empresa Soluciones Electrónicas Silicio para ser usado en locutorios locales.
Su nombre, "NILO-N" viene como una evolución de los modelos anteriores (NILO-P, NILO-T), todos toman la raíz "NILO" como una alusión al delta del río Nilo que viene de una sola vertiente pero que desemboca en múltiples caminos (proceso de enrutamiento).

## Funcionamiento
Es un equipo de funcionamiento simple. Utiliza conmutación electromecánica por medio de relés que redirigen el curso de las líneas de las llamadas telefónicas. Puede controlar 4 visores V1620, del mismo fabricante. 
Como equipo tarifador, tiene la mayoría de funciones de los tarifadores para locutorios actuales (Conteo de tiempo, Visualización de Costo de llamada y acumulado, autocorte, etc )
Como equipo enrutador su funcionamiento es más parecido al de una centralita telefónica pero con menor cantidad de líneas de entrada. Soporta hasta 3 opciones de rutas de salida.
Sólo permite controlar cuatro líneas de entrada (cabinas de locutorios) pero tiene hasta 7 líneas de salida.
El enrutamiento se determina de acuerdo a la serie telefónica marcada y al número de dígitos. Guarda en EEPROM una tabla de tarifas para las llamadas y una tabla de rutas para el enrutamiento. Esto le permite tarificar sin necesidad de estar conectado a una computadora, lo que le protege a fallos repentinos.
Se conecta a una computadora mediante un puerto serie. Se maneja por comandos. Aunque se puede controlar con un simple terminal, no es práctico para las funciones de tarificación.
El fabricante ofrece el programa NILOTER-N para explotar las funciones del NILO-N como tarifador y enrutador. Sin embargo, en NILOTER-N no permite explotar la opción de almacenamiento de las últimas 16 llamadas en EEPROM que posee en NILO-N. El NILOTER-N, adicionalmente ofrece funciones avanzadas de manejo de negocios como un pequeño sistema de control de ventas y un reporteador gráfico.
Soporta la generación de prefijos en la remarcación y puede también quitar 1 dígito (lo que en su documentación llama "antiprefijo").
Es un equipo de prestaciones simples que incluye un sistema de tarificación y enrutamiento en una sola unidad.
Su punto fuerte es su bajo costo Y la sencillez de su operación. En contraparte no incluye demasiadas opciones de enrutamiento como los equipos más caros.
Se puede controlar sin una PC, por medio de una consola de control que se comunica y alimenta por el puerto serial de NILO-N. 

## Equipos similares
- Locutax Plus de Tellink

- Locutel de Destel

- CL-10 de Jusan

## Hardware
El NILO-N está basado en dos microcontroladores PIC16F877A (de la familia PIC16F87X) que corren a 10 MHz. Uno de ellos tiene la función de tarificación mientras que el otro se ocupa enteramente del enrutamiento de las llamadas, ambos conversan en un protocolo especial del fabricante que permite una comunicación confiable en ambos sentidos.
Todo el equipo se monta en una sola tarjeta madre que alberga a 4 tarjetas más pequeñas llamadas "Tarjetas Tarifadoras", cada una de ellas sirve para una entrada de locutorio. Tiene además una pequeña tarjeta que se encarga de la generación de los tonos DTMF.
Internamente alberga cerca de 50 relés de conmutación, lo que ocupa la mayor parte de la tarjeta, de ahí que sea un equipo relativamente grande.
Tiene un generador interno de 48V para la implementación de las líneas internas. Trabaja detectando la inversión de polaridad en las líneas de salida.
Las líneas de entrada se nombran como E0, E1, E2 y E3. Todas tienen comportamiento idéntico. Las líneas de salida L1, L2, L3, L4, L5, L6 y L7. Todas similares.
Se fabrica en una caja metálica de color negro de apariencia simple. Se alimenta a 220V y tiene internamente 2 transformadores para la alimentación de sus circuitos. Requiere un pequeño disipador en uno de los reguladores de tensión, aunque la disipación de calor no es muy grande.
Para la conexión a los visores, usa un cable de red UTP común. Se puede usar el cable que red de las computadoras pero el fabricante recomienda otra distribución en el orden de los colores.
- Datos: Q2919158